# Quaranta-tres
El quaranta-tres és un nombre natural imparell que segueix el quaranta-dos i precedeix el quaranta-quatre. És un nombre primer que s'escriu 43, 四十三 o XLIII segons el sistema de numeració emprat.
Ocurrències del 43:
- És el prefix telefònic d'Àustria.[1]
- Els anys 43, 43 aC i 1943.
- És el nombre atòmic del Tecneci.[2]
- És el quart terme de la seqüència de Sylvester.[3]
- És un dels resultats possibles del quadrat màgic.[4]